# پادشاهی بکجه
پادشاهی بکجه (کره‌ای: 백제; هانجا: 百濟; تلفظ در کره‌ای: [pɛk̚.tɕ͈e]) (۱۸ ق. م–۶۶۰ پ. م)؛ یک پادشاهی کره‌ای بود که از ۱۸ پیش از میلاد تا ۶۶۰ پس از میلاد در جنوب غربی کره واقع شده بود. این پادشاهی به همراه گوگوریو و شیلا یکی از سه پادشاهی کره بود. در حالی که سه پادشاهی در وجود جداگانه بودند، بکجه بیشترین جمعیت را با حدود ۳٫۸۰۰٫۰۰۰ نفر (۷۶۰٫۰۰۰ خانوار) داشت که مشابه گوگوریو (۳٫۵۰۰٫۰۰۰ نفر) و بسیار بزرگتر از شیلا (۸۵۰٫۰۰۰ نفر) بود.
بکجه توسط اونجو، سومین فرزند جومونگ و سوسونو بنیان‌گذار گوگوریو، در ویریه‌سونگ (جنوب سئول کنونی) تأسیس شد. بکجه، مانند گوگوریو، ادعا کرد که جانشین بویو شده است، کشوری که در منچوری امروزی در زمان سقوط گوجوسون تأسیس شد.
بکجه به‌طور متناوب با گوگوریو و شیلا جنگید و با آنها متحد شد زیرا سه پادشاهی کنترل شبه‌جزیره کره را گسترش دادند. در اوج خود در قرن چهارم، بکجه بیشتر شبه جزیره کره غربی، تا شمال پیونگ‌یانگ و بخش‌هایی از کشور چین شامل کل استان شاندونگ و بخش‌های شمالی استان جیانگسو را تحت کنترل داشت این کشور با روابط سیاسی و تجاری با چین و ژاپن به یک قدرت دریایی منطقه ای مهم تبدیل شد.
بکجه یک قدرت دریایی بزرگ بود؛  مهارت دریایی آن، که آن را به ابرقدرت آسیای شرقی تبدیل کرد، در انتشار آیین بودایی در سراسر آسیای شرقی و فرهنگ قاره‌ای در ژاپن مؤثر بود.
درسال ۶۶۰ میلادی پس از کشته شدن ژنرال گی بک در نبرد با کیم یوشین، بکجه توسط دودمان تانگ و شیلا شکست خورد و در نهایت فروپاشید.

## پیشینه بنیان‌گذاری بکجه
سامگوک ساگی، یکی از قدیمی‌ترین و معتبرترین منابع تاریخی کره، شرح مفصلی از تأسیس پادشاهی بکجه ارائه می‌دهد. این کتاب که در سال ۱۱۴۵ میلادی توسط کیم بو سیک نوشته شده است، به تاریخ سه امپراتوری کره (گوگوریو، بکجه و شیلا) می‌پردازد.

### تأسیس بکجه[۱۱]
جومونگ، بنیان‌گذار گوگوریو، پس از ترک بویئو، پادشاهی جدیدی را تأسیس کرد و به عنوان پادشاه الهی دونگمیونگ شناخته شد. او دو پسر به نام‌های اونجو و بیریو از همسر دومش، سوسونو، داشت. زمانی که یوری، پسر جومونگ از همسر اولش، به گوگوریو بازگشت، جومونگ او را به عنوان ولیعهد انتخاب کرد. این تصمیم باعث شد سوسونو به همراه دو پسرش گوگوریو را ترک کند و به جنوب برود تا پادشاهی جدیدی تأسیس کند.
اونجو در ویری‌سئونگ (هانام کنونی) مستقر شد و کشورش را سیپجه (십제، 十濟، به معنی "ده رعیت") نامید. در مقابل، بیریو برخلاف توصیه‌های مردمش، در میچوهول (اینچئون کنونی) ساکن شد. شرایط سخت محیطی در میچوهول، مانند آب شور و مرداب‌ها، زندگی را دشوار کرده بود، در حالی که مردم ویری‌سئونگ در رفاه بودند. این تفاوت‌ها باعث شد بیریو نزد برادرش اونجو برود و تاج و تخت سیپجه را درخواست کند. پس از رد درخواستش، بیریو جنگی را آغاز کرد اما شکست خورد. در نهایت، او در شرم خودکشی کرد و مردمش به ویری‌سئونگ نقل مکان کردند. اونجو از آن‌ها استقبال کرد و نام کشورش را به بکجه ("صد واسال") تغییر داد.

### اهمیت تاریخی
بکجه یکی از سه پادشاهی کره بود که نقش مهمی در تاریخ و فرهنگ این منطقه ایفا کرد. این پادشاهی به دلیل مهارت‌های دریایی و روابط تجاری و فرهنگی با چین و ژاپن، به یک قدرت منطقه‌ای تبدیل شد. همچنین، بکجه در گسترش آیین بودایی و انتقال فرهنگ قاره‌ای به ژاپن نقش کلیدی داشت.

## فهرست پادشاهان بکجه
نام‌های پسامرگ همان نام شخصی است. پادشاهان بکجه از عنوان اوراها استفاده می‌کردند.
| #  | پرتره | نام (های) شخصی                          | نام (های) شخصی                                                                  | دوران زندگانی (میلادی) | نام (های) پسامرگ                   | نام (های) پسامرگ                                                                        | دوران پادشاهی (میلادی) | توضیحات              | توضیحات                        |
| #  | پرتره | فارسی                                   | هانگول/هانجا                                                                    | دوران زندگانی (میلادی) | فارسی                              | هانگول/هانجا                                                                            | دوران پادشاهی (میلادی) | نسبت با پادشاه پیشین | پایتخت                         |
| -- | ----- | --------------------------------------- | ------------------------------------------------------------------------------- | ---------------------- | ---------------------------------- | --------------------------------------------------------------------------------------- | ---------------------- | -------------------- | ------------------------------ |
| ۱  |       | بویو اونجو                              | 부여온조 (扶餘溫祚)                                                             | ؟ ~ ۲۸                 | اونجو                              | 온조왕 (溫祚王)                                                                         | ۱۸ ق. م ~ ۲۸ میلادی    | بنیان‌گذار بکجه       | هان سونگ                       |
| ۲  |       | بویو دارو                               | 부여다루 (扶餘多婁)                                                             | ؟ ~ ۷۷                 | دارو                               | 다루왕 (多婁王)                                                                         | ۲۸ ~ ۷۷                | پسر اونجو            | هان سونگ                       |
| ۳  |       | بویو گیرو                               | 부여기루 (扶餘己婁)                                                             | ؟ ~ ۱۲۸                | گیرو                               | 기루왕 (己婁王)                                                                         | ۷۷ ~ ۱۲۸               | پسر دارو             | هان سونگ                       |
| ۴  |       | بویو گه‌رو                               | 부여개루 (扶餘蓋婁)                                                             | ؟ ~ ۱۶۶                | گه‌رو                               | 개루왕 (蓋婁王)                                                                         | ۱۲۸ ~ ۱۶۶              | پسر گیرو             | هان سونگ                       |
| ۵  |       | بویو چوگو بویو سوگو بویو سوکگو          | 부여초고 (扶餘肖古) 부여소고 (扶餘素古) 부여속고 (扶餘速古)                     | ؟ ~ ۲۱۴                | چوگو سوگو سوکگو                    | 초고왕 (肖古王) 소고왕 (素古王) 속고왕 (速古王)                                         | ۱۶۶ ~ ۲۱۴              | پسر گه‌رو             | هان سونگ                       |
| ۶  |       | بویو گوسو بویو گویسو                    | 부여구수 (扶餘仇首) 부여귀수 (扶餘貴須)                                         | ؟ ~ ۲۳۴                | گوسو گویسو                         | 구수왕 (仇首王) 귀수왕 (貴須王)                                                         | ۲۱۴ ~ ۲۳۴              | پسر چوگو             | هان سونگ                       |
| ۷  |       | بویو سابان بویو سابی بویو سای           | 부여사반 (扶餘沙泮) 부여사비 (扶餘沙沸) 부여사이 (扶餘沙伊)                     | ؟ ~ ۲۳۴                | سابان سابی سای                     | 사반왕 (沙泮王) 사비왕 (沙沸王) 사이왕 (沙伊王)                                         | ۲۳۴ (دو ماه)           | پسر گوسو             | هان سونگ                       |
| ۸  |       | بویو گوی بویو گویی بویو گومو            | 부여고이 (扶餘古爾) 부여구이 (扶餘久爾) 부여고모 (扶餘古慕)                     | ؟ ~ ۲۸۶                | گوی گویی گومو                      | 고이왕 (古爾王) 구이왕 (久爾王) 고모왕 (古慕王)                                         | ۲۳۴ ~ ۲۸۶              | پسر گه‌رو             | هان سونگ                       |
| ۹  |       | بویو چکگیه بویو چونگگیه                 | 부여책계 (扶餘責稽) 부여청계 (扶餘靑稽)                                         | ؟ ~ ۲۹۸                | چکگیه چونگگیه                      | 책계왕 (責稽王) 청계왕 (靑稽王)                                                         | ۲۸۶ ~ ۲۹۸              | پسر گوی              | هان سونگ                       |
| ۱۰ |       | بویو بونسو                              | 부여분서 (扶餘汾西)                                                             | ؟ ~ ۳۰۴                | بونسو                              | 분서왕 (汾西王)                                                                         | ۲۹۸ ~ ۳۰۴              | پسر چکگیه            | هان سونگ                       |
| ۱۱ |       | بویو بیریو                              | 부여비류 (扶餘比流)                                                             | ؟ ~ ۳۴۴                | بیریو                              | 비류왕 (比流王)                                                                         | ۳۰۴ ~ ۳۴۴              | پسر گوسو             | هان سونگ                       |
| ۱۲ |       | بویو گیه                                | 부여계 (扶餘契)                                                                 | ؟ – ۳۴۶                | گیه                                | 계왕 (契王)                                                                             | ۳۴۴ ~ ۳۴۶              | پسر بونسو            | هان سونگ                       |
| ۱۳ |       | بویو گو                                 | 부여구 (扶餘句)                                                                 | ۳۲۴ ~ ۳۷۵              | گون‌چوگو چوگو سوکگو جوگو            | 근초고왕 (近肖古王) 초고왕 (肖古王) 속고왕 (速古王) 조고왕 (照古王)                     | ۳۴۶ ~ ۳۷۵              | پسر بیریو            | هان سونگ                       |
| ۱۴ |       | بویو سو                                 | 부여수 (扶餘須)                                                                 | ؟ ~ ۳۸۴                | گون‌گوسو گون‌گویسو گویسو گویریو گوسو | 근구수왕 (近仇首王) 근귀수왕 (近貴首王) 귀수왕 (貴首王) 귀류왕 (貴流王) 구소왕 (久素王) | ۳۷۵ ~ ۳۸۴              | پسر گون‌چوگو          | هان سونگ                       |
|    |       | بویو چیمنیو                             | 부여침류 (扶餘枕流)                                                             | ؟ – ۳۸۵                | چیمنیو                             | 침류왕 (枕流王)                                                                         | ۳۸۴ ~ ۳۸۵              | پسر گون‌گوسو          | هان سونگ                       |
| ۱۶ |       | بویو جینسا بویو هی                      | 부여진사 (扶餘辰斯) 부여휘 (扶餘暉)                                             | ؟ ~ ۳۹۲                | جینسا                              | 진사왕 (辰斯王)                                                                         | ۳۸۵ ~ ۳۹۲              | پسر گون‌گوسو          | هان سونگ                       |
| ۱۷ |       | بویو آشین بویو آبانگ بویو آهوا بویو آمی | 부여아신 (扶餘阿莘) 부여아방 (扶餘阿芳) 부여아화 (扶餘阿花) 부여아미 (扶餘阿美) | ؟ ~ ۴۰۵                | آشین آبانگ آهوا آمی                | 아신왕 (阿莘王) 아방왕 (阿芳王) 아화왕 (阿花王) 아미왕 (阿美王)                         | ۳۹۲ ~ ۴۰۵              | پسر چیمنیو           | هان سونگ                       |
| ۱۸ |       | بویو یونگ بویو جون                      | 부여영 (扶餘映) 부여전 (扶餘腆)                                                 | ؟ ~ ۴۲۰                | جونجی جیکجی جینجی                  | 전지왕 (腆支王) 직지왕 (直支王) 진지왕 (眞支王)                                         | ۴۰۵ ~ ۴۲۰              | پسر آشین             | هان سونگ                       |
| ۱۹ |       | نامشخص                                  | نامشخص                                                                          | ؟ ~ ۴۲۷                | گویشین                             | 구이신왕 (久爾辛王)                                                                     | ۴۲۰ ~ ۴۲۷              | پسر جونجی            | هان سونگ                       |
| ۲۰ |       | بویو بیو بویو بی                        | 부여비유 (扶餘毗有) 부여비 (扶餘毗)                                             | ؟ ~ ۴۵۵                | بیو پیریو                          | 비유왕 (毗有王) 피류왕 (避流王)                                                         | ۴۲۷ ~ ۴۵۵              | نوه گویشین           | هان سونگ                       |
| ۲۱ |       | بویو گیونگ بویو گیونگسا                 | 부여경 (扶餘慶) 부여경사 (扶餘慶司)                                             | ؟ ~ ۴۷۵                | گه‌رو گون‌گه‌رو                       | 개로왕 (蓋鹵王) 근개루왕 (近蓋婁王)                                                     | ۴۴۵ ~ ۴۷۵              | پسر بیو              | هان سونگ                       |
| ۲۲ |       | بویو دو بویو مودو                       | 부여도 (扶餘都) 부여모도 (扶餘牟都)                                             | ؟ ~ ۴۷۷                | مونجو                              | 문주왕 (文周王)                                                                         | ۴۷۵ ~ ۴۷۷              | پسر گون‌گه‌رو          | هان سونگ از ۴۷۵ میلادی اونگجین |
| ۲۳ |       | بویو سامگون بویو سامگول بویو ایمگول     | 부여삼근 (扶餘三斤) 부여삼걸 (扶餘三乞) 부여임걸 (扶餘壬乞)                     | ۴۶۵ ~ ۴۷۹              | سامگون مونگون                      | 삼근왕 (三斤王) 문근왕 (文斤王)                                                         | ۴۷۷ ~ ۴۷۹              | پسر مونجو            | اونگجین                        |
| ۲۴ |       | بویو موده بویو ده بویو مامو بویو مالدا  | 부여모대 (扶餘牟大) 부여대 (扶餘大) 부여마모 (扶餘摩牟) 부여말다 (扶餘末多)     | ؟ ~ ۵۰۱                | دونگسونگ مالدا                     | 동성왕 (東城王) 말다왕 (末多王)                                                         | ۴۷۹ ~ ۵۰۱              | برادرزاده مونجو      | اونگجین                        |
| ۲۵ |       | بویو ساما بویو یانگ                     | 부여사마 (扶餘斯摩) 부여융 (扶餘隆)                                             | ۴۶۲ ~ ۵۲۳              | موریونگ ساما                       | 무령왕 (武寧王) 사마왕 (斯摩王)                                                         | ۵۰۱ ~ ۵۲۳              | برادر دونگسونگ       | اونگجین                        |
| ۲۶ |       | بویو میونگنونگ بویو میونگ               | 부여명농 (扶餘明禯) 부여명 (扶餘明)                                             | ؟ ~ ۵۵۴                | سونگ میونگ سونگمیونگ               | 성왕 (聖王) 명왕 (明王) 성명왕 (聖明王)                                                 | ۵۲۳ ~ ۵۵۴              | پسر موریونگ          | اونگجین از ۵۳۸ میلادی سابی‌سونگ |
| ۲۷ |       | بویو چانگ                               | 부여창 (扶餘昌)                                                                 | ۵۲۵ ~ ۵۹۸              | ویدوک چانگ                         | 위덕왕 (威德王) 창왕 (昌王)                                                             | ۵۵۴ ~ ۵۹۸              | پسر سونگ             | سابی‌سونگ                       |
| ۲۸ |       | بویو گیه                                | 부여계 (扶餘季)                                                                 | ؟ ~ ۵۹۹                | هیه هون                            | 혜왕 (惠王) 헌왕 (獻王)                                                                 | ۵۹۸ ~ ۵۹۹              | پسر سونگ             | سابی‌سونگ                       |
| ۲۹ |       | بویو سون بویو هیوسون                    | 부여선 (扶餘宣) 부여효순 (扶餘孝順)                                             | ؟ ~ ۶۰۰                | بوپ                                | 법왕 (法王)                                                                             | ۵۹۹ ~ ۶۰۰              | پسر هیه              | سابی‌سونگ                       |
| ۳۰ |       | بویو جانگ بویو سودونگ                   | 부여장 (扶餘璋) 부여서동 (扶餘薯童)                                             | ۵۸۰ ~ ۶۴۱              | مو موگانگ موگوانگ                  | 무왕 (武王) 무강왕 (武康王) 무광왕 (武廣王)                                             | ۶۰۰ ~ ۶۴۱              | پسر ویدوک            | سابی‌سونگ                       |
| ۳۱ |       | بویو اویجا                              | 부여의자 (扶餘義慈)                                                             | ۵۹۹ ~ ۶۶۰              | ندارد                              | ندارد                                                                                   | ۶۴۱ ~ ۶۶۰              | پسر مو               | سابی‌سونگ                       |

## تبارنامه پادشاهان بکجه
|                                             |                                             |                                             |                                             |                                             |                                             |  |  | ۱ پادشاه اونجو 온조왕 ۱۸ ~ ۲۸ میلادی           |                                             |                                             |                                             |                                             |                                             |  |  |                                  |                                  |                                  |                                  |                                  |                                  |  |  |  |  |  |  |  |  |  |  |  |  |  |  |  |  |  |  |
|                                             |                                             |                                             |                                             |                                             |                                             |  |  |                                                |                                             |                                             |                                             |                                             |                                             |  |  |                                  |                                  |                                  |                                  |                                  |                                  |  |  |  |  |  |  |  |  |  |  |  |  |  |  |  |  |  |  |
|                                             |                                             |                                             |                                             |                                             |                                             |  |  | ۲ پادشاه دارو 다루왕 ۲۸ ~ ۷۷ میلادی            |                                             |                                             |                                             |                                             |                                             |  |  |                                  |                                  |                                  |                                  |                                  |                                  |  |  |  |  |  |  |  |  |  |  |  |  |  |  |  |  |  |  |
|                                             |                                             |                                             |                                             |                                             |                                             |  |  |                                                |                                             |                                             |                                             |                                             |                                             |  |  |                                  |                                  |                                  |                                  |                                  |                                  |  |  |  |  |  |  |  |  |  |  |  |  |  |  |  |  |  |  |
|                                             |                                             |                                             |                                             |                                             |                                             |  |  | ۳ پادشاه گیرو 기루왕 ۷۷ ~ ۱۲۸ میلادی           |                                             |                                             |                                             |                                             |                                             |  |  |                                  |                                  |                                  |                                  |                                  |                                  |  |  |  |  |  |  |  |  |  |  |  |  |  |  |  |  |  |  |
|                                             |                                             |                                             |                                             |                                             |                                             |  |  |                                                |                                             |                                             |                                             |                                             |                                             |  |  |                                  |                                  |                                  |                                  |                                  |                                  |  |  |  |  |  |  |  |  |  |  |  |  |  |  |  |  |  |  |
|                                             |                                             |                                             |                                             |                                             |                                             |  |  | ۴ پادشاه گه‌رو 개루왕 ۱۲۸ ~ ۱۶۶ میلادی          |                                             |                                             |                                             |                                             |                                             |  |  |                                  |                                  |                                  |                                  |                                  |                                  |  |  |  |  |  |  |  |  |  |  |  |  |  |  |  |  |  |  |
|                                             |                                             |                                             |                                             |                                             |                                             |  |  |                                                |                                             |                                             |                                             |                                             |                                             |  |  |                                  |                                  |                                  |                                  |                                  |                                  |  |  |  |  |  |  |  |  |  |  |  |  |  |  |  |  |  |  |
|                                             |                                             |                                             |                                             |                                             |                                             |  |  |                                                |                                             |                                             |                                             |                                             |                                             |  |  |                                  |                                  |                                  |                                  |                                  |                                  |  |  |  |  |  |  |  |  |  |  |  |  |  |  |  |  |  |  |
| ۸ پادشاه گوی 고이왕 ۲۳۴ ~ ۲۸۶ میلادی        | ۸ پادشاه گوی 고이왕 ۲۳۴ ~ ۲۸۶ میلادی        | ۸ پادشاه گوی 고이왕 ۲۳۴ ~ ۲۸۶ میلادی        | ۸ پادشاه گوی 고이왕 ۲۳۴ ~ ۲۸۶ میلادی        | ۸ پادشاه گوی 고이왕 ۲۳۴ ~ ۲۸۶ میلادی        | ۸ پادشاه گوی 고이왕 ۲۳۴ ~ ۲۸۶ میلادی        |  |  | ۵ پادشاه چوگو 초고왕 ۱۶۶ ~ ۲۱۴ میلادی          | ۵ پادشاه چوگو 초고왕 ۱۶۶ ~ ۲۱۴ میلادی       | ۵ پادشاه چوگو 초고왕 ۱۶۶ ~ ۲۱۴ میلادی       | ۵ پادشاه چوگو 초고왕 ۱۶۶ ~ ۲۱۴ میلادی       | ۵ پادشاه چوگو 초고왕 ۱۶۶ ~ ۲۱۴ میلادی       | ۵ پادشاه چوگو 초고왕 ۱۶۶ ~ ۲۱۴ میلادی       |  |  |                                  |                                  |                                  |                                  |                                  |                                  |  |  |  |  |  |  |  |  |  |  |  |  |  |  |  |  |  |  |
| ۸ پادشاه گوی 고이왕 ۲۳۴ ~ ۲۸۶ میلادی        | ۸ پادشاه گوی 고이왕 ۲۳۴ ~ ۲۸۶ میلادی        | ۸ پادشاه گوی 고이왕 ۲۳۴ ~ ۲۸۶ میلادی        | ۸ پادشاه گوی 고이왕 ۲۳۴ ~ ۲۸۶ میلادی        | ۸ پادشاه گوی 고이왕 ۲۳۴ ~ ۲۸۶ میلادی        | ۸ پادشاه گوی 고이왕 ۲۳۴ ~ ۲۸۶ میلادی        |  |  | ۵ پادشاه چوگو 초고왕 ۱۶۶ ~ ۲۱۴ میلادی          | ۵ پادشاه چوگو 초고왕 ۱۶۶ ~ ۲۱۴ میلادی       | ۵ پادشاه چوگو 초고왕 ۱۶۶ ~ ۲۱۴ میلادی       | ۵ پادشاه چوگو 초고왕 ۱۶۶ ~ ۲۱۴ میلادی       | ۵ پادشاه چوگو 초고왕 ۱۶۶ ~ ۲۱۴ میلادی       | ۵ پادشاه چوگو 초고왕 ۱۶۶ ~ ۲۱۴ میلادی       |  |  |                                  |                                  |                                  |                                  |                                  |                                  |  |  |  |  |  |  |  |  |  |  |  |  |  |  |  |  |  |  |
| ۹ پادشاه چکگیه 책겨왕 ۲۸۶ ~ ۲۹۸ میلادی      | ۹ پادشاه چکگیه 책겨왕 ۲۸۶ ~ ۲۹۸ میلادی      | ۹ پادشاه چکگیه 책겨왕 ۲۸۶ ~ ۲۹۸ میلادی      | ۹ پادشاه چکگیه 책겨왕 ۲۸۶ ~ ۲۹۸ میلادی      | ۹ پادشاه چکگیه 책겨왕 ۲۸۶ ~ ۲۹۸ میلادی      | ۹ پادشاه چکگیه 책겨왕 ۲۸۶ ~ ۲۹۸ میلادی      |  |  | ۶ پادشاه گوسو 구수왕 ۲۱۴ ~ ۲۳۴ میلادی          | ۶ پادشاه گوسو 구수왕 ۲۱۴ ~ ۲۳۴ میلادی       | ۶ پادشاه گوسو 구수왕 ۲۱۴ ~ ۲۳۴ میلادی       | ۶ پادشاه گوسو 구수왕 ۲۱۴ ~ ۲۳۴ میلادی       | ۶ پادشاه گوسو 구수왕 ۲۱۴ ~ ۲۳۴ میلادی       | ۶ پادشاه گوسو 구수왕 ۲۱۴ ~ ۲۳۴ میلادی       |  |  |                                  |                                  |                                  |                                  |                                  |                                  |  |  |  |  |  |  |  |  |  |  |  |  |  |  |  |  |  |  |
| ۹ پادشاه چکگیه 책겨왕 ۲۸۶ ~ ۲۹۸ میلادی      | ۹ پادشاه چکگیه 책겨왕 ۲۸۶ ~ ۲۹۸ میلادی      | ۹ پادشاه چکگیه 책겨왕 ۲۸۶ ~ ۲۹۸ میلادی      | ۹ پادشاه چکگیه 책겨왕 ۲۸۶ ~ ۲۹۸ میلادی      | ۹ پادشاه چکگیه 책겨왕 ۲۸۶ ~ ۲۹۸ میلادی      | ۹ پادشاه چکگیه 책겨왕 ۲۸۶ ~ ۲۹۸ میلادی      |  |  | ۶ پادشاه گوسو 구수왕 ۲۱۴ ~ ۲۳۴ میلادی          | ۶ پادشاه گوسو 구수왕 ۲۱۴ ~ ۲۳۴ میلادی       | ۶ پادشاه گوسو 구수왕 ۲۱۴ ~ ۲۳۴ میلادی       | ۶ پادشاه گوسو 구수왕 ۲۱۴ ~ ۲۳۴ میلادی       | ۶ پادشاه گوسو 구수왕 ۲۱۴ ~ ۲۳۴ میلادی       | ۶ پادشاه گوسو 구수왕 ۲۱۴ ~ ۲۳۴ میلادی       |  |  |                                  |                                  |                                  |                                  |                                  |                                  |  |  |  |  |  |  |  |  |  |  |  |  |  |  |  |  |  |  |
|                                             |                                             |                                             |                                             |                                             |                                             |  |  |                                                |                                             |                                             |                                             |                                             |                                             |  |  |                                  |                                  |                                  |                                  |                                  |                                  |  |  |  |  |  |  |  |  |  |  |  |  |  |  |  |  |  |  |
| ۱۰ پادشاه بونسو 분서왕 ۲۹۸ ~ ۳۰۴ میلادی     | ۱۰ پادشاه بونسو 분서왕 ۲۹۸ ~ ۳۰۴ میلادی     | ۱۰ پادشاه بونسو 분서왕 ۲۹۸ ~ ۳۰۴ میلادی     | ۱۰ پادشاه بونسو 분서왕 ۲۹۸ ~ ۳۰۴ میلادی     | ۱۰ پادشاه بونسو 분서왕 ۲۹۸ ~ ۳۰۴ میلادی     | ۱۰ پادشاه بونسو 분서왕 ۲۹۸ ~ ۳۰۴ میلادی     |  |  | ۱۱ پادشاه بیریو 비류왕 ۳۰۴ ~ ۳۴۴ میلادی        | ۱۱ پادشاه بیریو 비류왕 ۳۰۴ ~ ۳۴۴ میلادی     | ۱۱ پادشاه بیریو 비류왕 ۳۰۴ ~ ۳۴۴ میلادی     | ۱۱ پادشاه بیریو 비류왕 ۳۰۴ ~ ۳۴۴ میلادی     | ۱۱ پادشاه بیریو 비류왕 ۳۰۴ ~ ۳۴۴ میلادی     | ۱۱ پادشاه بیریو 비류왕 ۳۰۴ ~ ۳۴۴ میلادی     |  |  | ۷ پادشاه سابان 사반왕 ۲۳۴ میلادی | ۷ پادشاه سابان 사반왕 ۲۳۴ میلادی | ۷ پادشاه سابان 사반왕 ۲۳۴ میلادی | ۷ پادشاه سابان 사반왕 ۲۳۴ میلادی | ۷ پادشاه سابان 사반왕 ۲۳۴ میلادی | ۷ پادشاه سابان 사반왕 ۲۳۴ میلادی |  |  |  |  |  |  |  |  |  |  |  |  |  |  |  |  |  |  |
| ۱۰ پادشاه بونسو 분서왕 ۲۹۸ ~ ۳۰۴ میلادی     | ۱۰ پادشاه بونسو 분서왕 ۲۹۸ ~ ۳۰۴ میلادی     | ۱۰ پادشاه بونسو 분서왕 ۲۹۸ ~ ۳۰۴ میلادی     | ۱۰ پادشاه بونسو 분서왕 ۲۹۸ ~ ۳۰۴ میلادی     | ۱۰ پادشاه بونسو 분서왕 ۲۹۸ ~ ۳۰۴ میلادی     | ۱۰ پادشاه بونسو 분서왕 ۲۹۸ ~ ۳۰۴ میلادی     |  |  | ۱۱ پادشاه بیریو 비류왕 ۳۰۴ ~ ۳۴۴ میلادی        | ۱۱ پادشاه بیریو 비류왕 ۳۰۴ ~ ۳۴۴ میلادی     | ۱۱ پادشاه بیریو 비류왕 ۳۰۴ ~ ۳۴۴ میلادی     | ۱۱ پادشاه بیریو 비류왕 ۳۰۴ ~ ۳۴۴ میلادی     | ۱۱ پادشاه بیریو 비류왕 ۳۰۴ ~ ۳۴۴ میلادی     | ۱۱ پادشاه بیریو 비류왕 ۳۰۴ ~ ۳۴۴ میلادی     |  |  | ۷ پادشاه سابان 사반왕 ۲۳۴ میلادی | ۷ پادشاه سابان 사반왕 ۲۳۴ میلادی | ۷ پادشاه سابان 사반왕 ۲۳۴ میلادی | ۷ پادشاه سابان 사반왕 ۲۳۴ میلادی | ۷ پادشاه سابان 사반왕 ۲۳۴ میلادی | ۷ پادشاه سابان 사반왕 ۲۳۴ میلادی |  |  |  |  |  |  |  |  |  |  |  |  |  |  |  |  |  |  |
| ۱۲ پادشاه گیه 계왕 ۳۴۴ ~ ۳۴۶ میلادی         | ۱۲ پادشاه گیه 계왕 ۳۴۴ ~ ۳۴۶ میلادی         | ۱۲ پادشاه گیه 계왕 ۳۴۴ ~ ۳۴۶ میلادی         | ۱۲ پادشاه گیه 계왕 ۳۴۴ ~ ۳۴۶ میلادی         | ۱۲ پادشاه گیه 계왕 ۳۴۴ ~ ۳۴۶ میلادی         | ۱۲ پادشاه گیه 계왕 ۳۴۴ ~ ۳۴۶ میلادی         |  |  | ۱۳ پادشاه گون‌چوگو 근초고왕 ۳۴۶ ~ ۳۷۵ میلادی    | ۱۳ پادشاه گون‌چوگو 근초고왕 ۳۴۶ ~ ۳۷۵ میلادی | ۱۳ پادشاه گون‌چوگو 근초고왕 ۳۴۶ ~ ۳۷۵ میلادی | ۱۳ پادشاه گون‌چوگو 근초고왕 ۳۴۶ ~ ۳۷۵ میلادی | ۱۳ پادشاه گون‌چوگو 근초고왕 ۳۴۶ ~ ۳۷۵ میلادی | ۱۳ پادشاه گون‌چوگو 근초고왕 ۳۴۶ ~ ۳۷۵ میلادی |  |  |                                  |                                  |                                  |                                  |                                  |                                  |  |  |  |  |  |  |  |  |  |  |  |  |  |  |  |  |  |  |
| ۱۲ پادشاه گیه 계왕 ۳۴۴ ~ ۳۴۶ میلادی         | ۱۲ پادشاه گیه 계왕 ۳۴۴ ~ ۳۴۶ میلادی         | ۱۲ پادشاه گیه 계왕 ۳۴۴ ~ ۳۴۶ میلادی         | ۱۲ پادشاه گیه 계왕 ۳۴۴ ~ ۳۴۶ میلادی         | ۱۲ پادشاه گیه 계왕 ۳۴۴ ~ ۳۴۶ میلادی         | ۱۲ پادشاه گیه 계왕 ۳۴۴ ~ ۳۴۶ میلادی         |  |  | ۱۳ پادشاه گون‌چوگو 근초고왕 ۳۴۶ ~ ۳۷۵ میلادی    | ۱۳ پادشاه گون‌چوگو 근초고왕 ۳۴۶ ~ ۳۷۵ میلادی | ۱۳ پادشاه گون‌چوگو 근초고왕 ۳۴۶ ~ ۳۷۵ میلادی | ۱۳ پادشاه گون‌چوگو 근초고왕 ۳۴۶ ~ ۳۷۵ میلادی | ۱۳ پادشاه گون‌چوگو 근초고왕 ۳۴۶ ~ ۳۷۵ میلادی | ۱۳ پادشاه گون‌چوگو 근초고왕 ۳۴۶ ~ ۳۷۵ میلادی |  |  |                                  |                                  |                                  |                                  |                                  |                                  |  |  |  |  |  |  |  |  |  |  |  |  |  |  |  |  |  |  |
|                                             |                                             |                                             |                                             |                                             |                                             |  |  | ۱۴ پادشاه گون‌گوسو 근구수왕 ۳۷۵ ~ ۳۸۴ میلادی    |                                             |                                             |                                             |                                             |                                             |  |  |                                  |                                  |                                  |                                  |                                  |                                  |  |  |  |  |  |  |  |  |  |  |  |  |  |  |  |  |  |  |
|                                             |                                             |                                             |                                             |                                             |                                             |  |  |                                                |                                             |                                             |                                             |                                             |                                             |  |  |                                  |                                  |                                  |                                  |                                  |                                  |  |  |  |  |  |  |  |  |  |  |  |  |  |  |  |  |  |  |
|                                             |                                             |                                             |                                             |                                             |                                             |  |  |                                                |                                             |                                             |                                             |                                             |                                             |  |  |                                  |                                  |                                  |                                  |                                  |                                  |  |  |  |  |  |  |  |  |  |  |  |  |  |  |  |  |  |  |
| ۱۶ پادشاه جینسا 진사왕 ۳۸۵ ~ ۳۹۲ میلادی     | ۱۶ پادشاه جینسا 진사왕 ۳۸۵ ~ ۳۹۲ میلادی     | ۱۶ پادشاه جینسا 진사왕 ۳۸۵ ~ ۳۹۲ میلادی     | ۱۶ پادشاه جینسا 진사왕 ۳۸۵ ~ ۳۹۲ میلادی     | ۱۶ پادشاه جینسا 진사왕 ۳۸۵ ~ ۳۹۲ میلادی     | ۱۶ پادشاه جینسا 진사왕 ۳۸۵ ~ ۳۹۲ میلادی     |  |  | ۱۵ پادشاه چیمنیو 침류왕 ۳۸۴ ~ ۳۸۵ میلادی       | ۱۵ پادشاه چیمنیو 침류왕 ۳۸۴ ~ ۳۸۵ میلادی    | ۱۵ پادشاه چیمنیو 침류왕 ۳۸۴ ~ ۳۸۵ میلادی    | ۱۵ پادشاه چیمنیو 침류왕 ۳۸۴ ~ ۳۸۵ میلادی    | ۱۵ پادشاه چیمنیو 침류왕 ۳۸۴ ~ ۳۸۵ میلادی    | ۱۵ پادشاه چیمنیو 침류왕 ۳۸۴ ~ ۳۸۵ میلادی    |  |  |                                  |                                  |                                  |                                  |                                  |                                  |  |  |  |  |  |  |  |  |  |  |  |  |  |  |  |  |  |  |
| ۱۶ پادشاه جینسا 진사왕 ۳۸۵ ~ ۳۹۲ میلادی     | ۱۶ پادشاه جینسا 진사왕 ۳۸۵ ~ ۳۹۲ میلادی     | ۱۶ پادشاه جینسا 진사왕 ۳۸۵ ~ ۳۹۲ میلادی     | ۱۶ پادشاه جینسا 진사왕 ۳۸۵ ~ ۳۹۲ میلادی     | ۱۶ پادشاه جینسا 진사왕 ۳۸۵ ~ ۳۹۲ میلادی     | ۱۶ پادشاه جینسا 진사왕 ۳۸۵ ~ ۳۹۲ میلادی     |  |  | ۱۵ پادشاه چیمنیو 침류왕 ۳۸۴ ~ ۳۸۵ میلادی       | ۱۵ پادشاه چیمنیو 침류왕 ۳۸۴ ~ ۳۸۵ میلادی    | ۱۵ پادشاه چیمنیو 침류왕 ۳۸۴ ~ ۳۸۵ میلادی    | ۱۵ پادشاه چیمنیو 침류왕 ۳۸۴ ~ ۳۸۵ میلادی    | ۱۵ پادشاه چیمنیو 침류왕 ۳۸۴ ~ ۳۸۵ میلادی    | ۱۵ پادشاه چیمنیو 침류왕 ۳۸۴ ~ ۳۸۵ میلادی    |  |  |                                  |                                  |                                  |                                  |                                  |                                  |  |  |  |  |  |  |  |  |  |  |  |  |  |  |  |  |  |  |
|                                             |                                             |                                             |                                             |                                             |                                             |  |  | ۱۷ پادشاه آشین 아신왕 ۳۹۲ ~ ۴۰۵ میلادی         |                                             |                                             |                                             |                                             |                                             |  |  |                                  |                                  |                                  |                                  |                                  |                                  |  |  |  |  |  |  |  |  |  |  |  |  |  |  |  |  |  |  |
|                                             |                                             |                                             |                                             |                                             |                                             |  |  |                                                |                                             |                                             |                                             |                                             |                                             |  |  |                                  |                                  |                                  |                                  |                                  |                                  |  |  |  |  |  |  |  |  |  |  |  |  |  |  |  |  |  |  |
|                                             |                                             |                                             |                                             |                                             |                                             |  |  | ۱۸ پادشاه جونجی 전지왕 ۴۰۵ ~ ۴۲۰ میلادی        |                                             |                                             |                                             |                                             |                                             |  |  |                                  |                                  |                                  |                                  |                                  |                                  |  |  |  |  |  |  |  |  |  |  |  |  |  |  |  |  |  |  |
|                                             |                                             |                                             |                                             |                                             |                                             |  |  |                                                |                                             |                                             |                                             |                                             |                                             |  |  |                                  |                                  |                                  |                                  |                                  |                                  |  |  |  |  |  |  |  |  |  |  |  |  |  |  |  |  |  |  |
|                                             |                                             |                                             |                                             |                                             |                                             |  |  | ۱۹ پادشاه گویشین 구이신왕 ۴۲۰ ~ ۴۲۷ میلادی     |                                             |                                             |                                             |                                             |                                             |  |  |                                  |                                  |                                  |                                  |                                  |                                  |  |  |  |  |  |  |  |  |  |  |  |  |  |  |  |  |  |  |
|                                             |                                             |                                             |                                             |                                             |                                             |  |  |                                                |                                             |                                             |                                             |                                             |                                             |  |  |                                  |                                  |                                  |                                  |                                  |                                  |  |  |  |  |  |  |  |  |  |  |  |  |  |  |  |  |  |  |
|                                             |                                             |                                             |                                             |                                             |                                             |  |  | ۲۰ پادشاه بیو 비유욍 ۴۲۷ ~ ۴۵۵ میلادی          |                                             |                                             |                                             |                                             |                                             |  |  |                                  |                                  |                                  |                                  |                                  |                                  |  |  |  |  |  |  |  |  |  |  |  |  |  |  |  |  |  |  |
|                                             |                                             |                                             |                                             |                                             |                                             |  |  |                                                |                                             |                                             |                                             |                                             |                                             |  |  |                                  |                                  |                                  |                                  |                                  |                                  |  |  |  |  |  |  |  |  |  |  |  |  |  |  |  |  |  |  |
|                                             |                                             |                                             |                                             |                                             |                                             |  |  |                                                |                                             |                                             |                                             |                                             |                                             |  |  |                                  |                                  |                                  |                                  |                                  |                                  |  |  |  |  |  |  |  |  |  |  |  |  |  |  |  |  |  |  |
| ۲۱ پادشاه گون‌گه‌رو 근개루왕 ۴۵۵ ~ ۴۷۵ میلادی | ۲۱ پادشاه گون‌گه‌رو 근개루왕 ۴۵۵ ~ ۴۷۵ میلادی | ۲۱ پادشاه گون‌گه‌رو 근개루왕 ۴۵۵ ~ ۴۷۵ میلادی | ۲۱ پادشاه گون‌گه‌رو 근개루왕 ۴۵۵ ~ ۴۷۵ میلادی | ۲۱ پادشاه گون‌گه‌رو 근개루왕 ۴۵۵ ~ ۴۷۵ میلادی | ۲۱ پادشاه گون‌گه‌رو 근개루왕 ۴۵۵ ~ ۴۷۵ میلادی |  |  | بویو گونجی 부여곤지                            | بویو گونجی 부여곤지                         | بویو گونجی 부여곤지                         | بویو گونجی 부여곤지                         | بویو گونجی 부여곤지                         | بویو گونجی 부여곤지                         |  |  |                                  |                                  |                                  |                                  |                                  |                                  |  |  |  |  |  |  |  |  |  |  |  |  |  |  |  |  |  |  |
| ۲۱ پادشاه گون‌گه‌رو 근개루왕 ۴۵۵ ~ ۴۷۵ میلادی | ۲۱ پادشاه گون‌گه‌رو 근개루왕 ۴۵۵ ~ ۴۷۵ میلادی | ۲۱ پادشاه گون‌گه‌رو 근개루왕 ۴۵۵ ~ ۴۷۵ میلادی | ۲۱ پادشاه گون‌گه‌رو 근개루왕 ۴۵۵ ~ ۴۷۵ میلادی | ۲۱ پادشاه گون‌گه‌رو 근개루왕 ۴۵۵ ~ ۴۷۵ میلادی | ۲۱ پادشاه گون‌گه‌رو 근개루왕 ۴۵۵ ~ ۴۷۵ میلادی |  |  | بویو گونجی 부여곤지                            | بویو گونجی 부여곤지                         | بویو گونجی 부여곤지                         | بویو گونجی 부여곤지                         | بویو گونجی 부여곤지                         | بویو گونجی 부여곤지                         |  |  |                                  |                                  |                                  |                                  |                                  |                                  |  |  |  |  |  |  |  |  |  |  |  |  |  |  |  |  |  |  |
| ۲۲ پادشاه مونجو 문주왕 ۴۷۵ ~ ۴۷۷ میلادی     | ۲۲ پادشاه مونجو 문주왕 ۴۷۵ ~ ۴۷۷ میلادی     | ۲۲ پادشاه مونجو 문주왕 ۴۷۵ ~ ۴۷۷ میلادی     | ۲۲ پادشاه مونجو 문주왕 ۴۷۵ ~ ۴۷۷ میلادی     | ۲۲ پادشاه مونجو 문주왕 ۴۷۵ ~ ۴۷۷ میلادی     | ۲۲ پادشاه مونجو 문주왕 ۴۷۵ ~ ۴۷۷ میلادی     |  |  | ۲۴ پادشاه دونگ‌سونگ 동성왕 ۴۹۷ ~ ۵۰۱ میلادی     | ۲۴ پادشاه دونگ‌سونگ 동성왕 ۴۹۷ ~ ۵۰۱ میلادی  | ۲۴ پادشاه دونگ‌سونگ 동성왕 ۴۹۷ ~ ۵۰۱ میلادی  | ۲۴ پادشاه دونگ‌سونگ 동성왕 ۴۹۷ ~ ۵۰۱ میلادی  | ۲۴ پادشاه دونگ‌سونگ 동성왕 ۴۹۷ ~ ۵۰۱ میلادی  | ۲۴ پادشاه دونگ‌سونگ 동성왕 ۴۹۷ ~ ۵۰۱ میلادی  |  |  |                                  |                                  |                                  |                                  |                                  |                                  |  |  |  |  |  |  |  |  |  |  |  |  |  |  |  |  |  |  |
| ۲۲ پادشاه مونجو 문주왕 ۴۷۵ ~ ۴۷۷ میلادی     | ۲۲ پادشاه مونجو 문주왕 ۴۷۵ ~ ۴۷۷ میلادی     | ۲۲ پادشاه مونجو 문주왕 ۴۷۵ ~ ۴۷۷ میلادی     | ۲۲ پادشاه مونجو 문주왕 ۴۷۵ ~ ۴۷۷ میلادی     | ۲۲ پادشاه مونجو 문주왕 ۴۷۵ ~ ۴۷۷ میلادی     | ۲۲ پادشاه مونجو 문주왕 ۴۷۵ ~ ۴۷۷ میلادی     |  |  | ۲۴ پادشاه دونگ‌سونگ 동성왕 ۴۹۷ ~ ۵۰۱ میلادی     | ۲۴ پادشاه دونگ‌سونگ 동성왕 ۴۹۷ ~ ۵۰۱ میلادی  | ۲۴ پادشاه دونگ‌سونگ 동성왕 ۴۹۷ ~ ۵۰۱ میلادی  | ۲۴ پادشاه دونگ‌سونگ 동성왕 ۴۹۷ ~ ۵۰۱ میلادی  | ۲۴ پادشاه دونگ‌سونگ 동성왕 ۴۹۷ ~ ۵۰۱ میلادی  | ۲۴ پادشاه دونگ‌سونگ 동성왕 ۴۹۷ ~ ۵۰۱ میلادی  |  |  |                                  |                                  |                                  |                                  |                                  |                                  |  |  |  |  |  |  |  |  |  |  |  |  |  |  |  |  |  |  |
| ۲۳ پادشاه سامگون 삼근왕 ۴۷۷ ~ ۴۹۷ میلادی    | ۲۳ پادشاه سامگون 삼근왕 ۴۷۷ ~ ۴۹۷ میلادی    | ۲۳ پادشاه سامگون 삼근왕 ۴۷۷ ~ ۴۹۷ میلادی    | ۲۳ پادشاه سامگون 삼근왕 ۴۷۷ ~ ۴۹۷ میلادی    | ۲۳ پادشاه سامگون 삼근왕 ۴۷۷ ~ ۴۹۷ میلادی    | ۲۳ پادشاه سامگون 삼근왕 ۴۷۷ ~ ۴۹۷ میلادی    |  |  | ۲۵ پادشاه موریونگ 무령왕 ۵۰۱ ~ ۵۲۳ میلادی      | ۲۵ پادشاه موریونگ 무령왕 ۵۰۱ ~ ۵۲۳ میلادی   | ۲۵ پادشاه موریونگ 무령왕 ۵۰۱ ~ ۵۲۳ میلادی   | ۲۵ پادشاه موریونگ 무령왕 ۵۰۱ ~ ۵۲۳ میلادی   | ۲۵ پادشاه موریونگ 무령왕 ۵۰۱ ~ ۵۲۳ میلادی   | ۲۵ پادشاه موریونگ 무령왕 ۵۰۱ ~ ۵۲۳ میلادی   |  |  |                                  |                                  |                                  |                                  |                                  |                                  |  |  |  |  |  |  |  |  |  |  |  |  |  |  |  |  |  |  |
| ۲۳ پادشاه سامگون 삼근왕 ۴۷۷ ~ ۴۹۷ میلادی    | ۲۳ پادشاه سامگون 삼근왕 ۴۷۷ ~ ۴۹۷ میلادی    | ۲۳ پادشاه سامگون 삼근왕 ۴۷۷ ~ ۴۹۷ میلادی    | ۲۳ پادشاه سامگون 삼근왕 ۴۷۷ ~ ۴۹۷ میلادی    | ۲۳ پادشاه سامگون 삼근왕 ۴۷۷ ~ ۴۹۷ میلادی    | ۲۳ پادشاه سامگون 삼근왕 ۴۷۷ ~ ۴۹۷ میلادی    |  |  | ۲۵ پادشاه موریونگ 무령왕 ۵۰۱ ~ ۵۲۳ میلادی      | ۲۵ پادشاه موریونگ 무령왕 ۵۰۱ ~ ۵۲۳ میلادی   | ۲۵ پادشاه موریونگ 무령왕 ۵۰۱ ~ ۵۲۳ میلادی   | ۲۵ پادشاه موریونگ 무령왕 ۵۰۱ ~ ۵۲۳ میلادی   | ۲۵ پادشاه موریونگ 무령왕 ۵۰۱ ~ ۵۲۳ میلادی   | ۲۵ پادشاه موریونگ 무령왕 ۵۰۱ ~ ۵۲۳ میلادی   |  |  |                                  |                                  |                                  |                                  |                                  |                                  |  |  |  |  |  |  |  |  |  |  |  |  |  |  |  |  |  |  |
|                                             |                                             |                                             |                                             |                                             |                                             |  |  | ۲۶ پادشاه سونگ 성왕 ۵۲۳ ~ ۵۵۴ میلادی           |                                             |                                             |                                             |                                             |                                             |  |  |                                  |                                  |                                  |                                  |                                  |                                  |  |  |  |  |  |  |  |  |  |  |  |  |  |  |  |  |  |  |
|                                             |                                             |                                             |                                             |                                             |                                             |  |  |                                                |                                             |                                             |                                             |                                             |                                             |  |  |                                  |                                  |                                  |                                  |                                  |                                  |  |  |  |  |  |  |  |  |  |  |  |  |  |  |  |  |  |  |
|                                             |                                             |                                             |                                             |                                             |                                             |  |  |                                                |                                             |                                             |                                             |                                             |                                             |  |  |                                  |                                  |                                  |                                  |                                  |                                  |  |  |  |  |  |  |  |  |  |  |  |  |  |  |  |  |  |  |
| ۲۸ پادشاه هیه 혀왕 ۵۹۸ ~ ۵۹۹ میلادی         | ۲۸ پادشاه هیه 혀왕 ۵۹۸ ~ ۵۹۹ میلادی         | ۲۸ پادشاه هیه 혀왕 ۵۹۸ ~ ۵۹۹ میلادی         | ۲۸ پادشاه هیه 혀왕 ۵۹۸ ~ ۵۹۹ میلادی         | ۲۸ پادشاه هیه 혀왕 ۵۹۸ ~ ۵۹۹ میلادی         | ۲۸ پادشاه هیه 혀왕 ۵۹۸ ~ ۵۹۹ میلادی         |  |  | ۲۷ پادشاه ویدوک 위덕왕 ۵۵۴ ~ ۵۹۸ میلادی        | ۲۷ پادشاه ویدوک 위덕왕 ۵۵۴ ~ ۵۹۸ میلادی     | ۲۷ پادشاه ویدوک 위덕왕 ۵۵۴ ~ ۵۹۸ میلادی     | ۲۷ پادشاه ویدوک 위덕왕 ۵۵۴ ~ ۵۹۸ میلادی     | ۲۷ پادشاه ویدوک 위덕왕 ۵۵۴ ~ ۵۹۸ میلادی     | ۲۷ پادشاه ویدوک 위덕왕 ۵۵۴ ~ ۵۹۸ میلادی     |  |  |                                  |                                  |                                  |                                  |                                  |                                  |  |  |  |  |  |  |  |  |  |  |  |  |  |  |  |  |  |  |
| ۲۸ پادشاه هیه 혀왕 ۵۹۸ ~ ۵۹۹ میلادی         | ۲۸ پادشاه هیه 혀왕 ۵۹۸ ~ ۵۹۹ میلادی         | ۲۸ پادشاه هیه 혀왕 ۵۹۸ ~ ۵۹۹ میلادی         | ۲۸ پادشاه هیه 혀왕 ۵۹۸ ~ ۵۹۹ میلادی         | ۲۸ پادشاه هیه 혀왕 ۵۹۸ ~ ۵۹۹ میلادی         | ۲۸ پادشاه هیه 혀왕 ۵۹۸ ~ ۵۹۹ میلادی         |  |  | ۲۷ پادشاه ویدوک 위덕왕 ۵۵۴ ~ ۵۹۸ میلادی        | ۲۷ پادشاه ویدوک 위덕왕 ۵۵۴ ~ ۵۹۸ میلادی     | ۲۷ پادشاه ویدوک 위덕왕 ۵۵۴ ~ ۵۹۸ میلادی     | ۲۷ پادشاه ویدوک 위덕왕 ۵۵۴ ~ ۵۹۸ میلادی     | ۲۷ پادشاه ویدوک 위덕왕 ۵۵۴ ~ ۵۹۸ میلادی     | ۲۷ پادشاه ویدوک 위덕왕 ۵۵۴ ~ ۵۹۸ میلادی     |  |  |                                  |                                  |                                  |                                  |                                  |                                  |  |  |  |  |  |  |  |  |  |  |  |  |  |  |  |  |  |  |
| ۲۹ پادشاه بوپ 법왕 ۵۹۹ ~ ۶۰۰ میلادی         | ۲۹ پادشاه بوپ 법왕 ۵۹۹ ~ ۶۰۰ میلادی         | ۲۹ پادشاه بوپ 법왕 ۵۹۹ ~ ۶۰۰ میلادی         | ۲۹ پادشاه بوپ 법왕 ۵۹۹ ~ ۶۰۰ میلادی         | ۲۹ پادشاه بوپ 법왕 ۵۹۹ ~ ۶۰۰ میلادی         | ۲۹ پادشاه بوپ 법왕 ۵۹۹ ~ ۶۰۰ میلادی         |  |  | ۳۰ پادشاه مو 무왕 ۶۰۰ ~ ۶۴۱ میلادی             | ۳۰ پادشاه مو 무왕 ۶۰۰ ~ ۶۴۱ میلادی          | ۳۰ پادشاه مو 무왕 ۶۰۰ ~ ۶۴۱ میلادی          | ۳۰ پادشاه مو 무왕 ۶۰۰ ~ ۶۴۱ میلادی          | ۳۰ پادشاه مو 무왕 ۶۰۰ ~ ۶۴۱ میلادی          | ۳۰ پادشاه مو 무왕 ۶۰۰ ~ ۶۴۱ میلادی          |  |  |                                  |                                  |                                  |                                  |                                  |                                  |  |  |  |  |  |  |  |  |  |  |  |  |  |  |  |  |  |  |
| ۲۹ پادشاه بوپ 법왕 ۵۹۹ ~ ۶۰۰ میلادی         | ۲۹ پادشاه بوپ 법왕 ۵۹۹ ~ ۶۰۰ میلادی         | ۲۹ پادشاه بوپ 법왕 ۵۹۹ ~ ۶۰۰ میلادی         | ۲۹ پادشاه بوپ 법왕 ۵۹۹ ~ ۶۰۰ میلادی         | ۲۹ پادشاه بوپ 법왕 ۵۹۹ ~ ۶۰۰ میلادی         | ۲۹ پادشاه بوپ 법왕 ۵۹۹ ~ ۶۰۰ میلادی         |  |  | ۳۰ پادشاه مو 무왕 ۶۰۰ ~ ۶۴۱ میلادی             | ۳۰ پادشاه مو 무왕 ۶۰۰ ~ ۶۴۱ میلادی          | ۳۰ پادشاه مو 무왕 ۶۰۰ ~ ۶۴۱ میلادی          | ۳۰ پادشاه مو 무왕 ۶۰۰ ~ ۶۴۱ میلادی          | ۳۰ پادشاه مو 무왕 ۶۰۰ ~ ۶۴۱ میلادی          | ۳۰ پادشاه مو 무왕 ۶۰۰ ~ ۶۴۱ میلادی          |  |  |                                  |                                  |                                  |                                  |                                  |                                  |  |  |  |  |  |  |  |  |  |  |  |  |  |  |  |  |  |  |
|                                             |                                             |                                             |                                             |                                             |                                             |  |  | ۳۱ پادشاه اویجا 의자왕 ۶۴۱ ~ ۶۶۰ میلادی        |                                             |                                             |                                             |                                             |                                             |  |  |                                  |                                  |                                  |                                  |                                  |                                  |  |  |  |  |  |  |  |  |  |  |  |  |  |  |  |  |  |  |
|                                             |                                             |                                             |                                             |                                             |                                             |  |  |                                                |                                             |                                             |                                             |                                             |                                             |  |  |                                  |                                  |                                  |                                  |                                  |                                  |  |  |  |  |  |  |  |  |  |  |  |  |  |  |  |  |  |  |
|                                             |                                             |                                             |                                             |                                             |                                             |  |  | ۳۲ (غیررسمی) بویو پونگ 부여풍 ۶۶۰ ~ ۶۶۳ میلادی |                                             |                                             |                                             |                                             |                                             |  |  |                                  |                                  |                                  |                                  |                                  |                                  |  |  |  |  |  |  |  |  |  |  |  |  |  |  |  |  |  |  |

## تاریخ

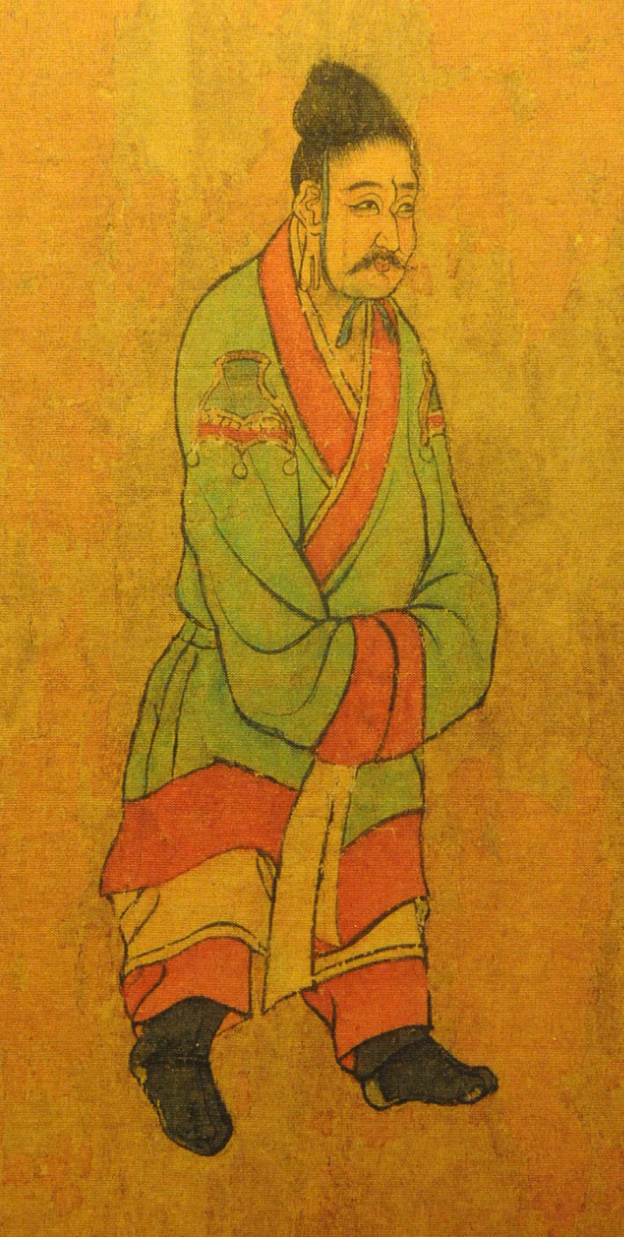
فرستادگان سلسله تانگ از بکجه

### تأسیس
بکجه عمدتاً از بومیان متحدین ماهان (هانجا: 韓人) و یمائک (هانجا: 濊貊族) از گوگوریو و بویو تشکیل شده بود. تعدادی از فرماندهی لیلانگ (هانجا: 樂浪) از طریق تجارت به بکجه وارد شدند و تعداد کمی از جین (هانجا: 辰人) نیز در حکومت بکجه پذیرفته شدند.
بکجه در ۱۸ ق. م توسط پادشاه اونجو، که گروهی از مردم را از جنوب گوگوریو به سمت حوضه رودخانه هان هدایت کرد، تأسیس شد. طبق اسناد چینی از سه پادشاهی، در دوره سامهان، یکی از روسای کنفدراسیون ماهان قبلاً بکجه نامیده می‌شد.
سامگوک ساگی شرح مفصلی از تأسیس بکجه ارائه می‌دهد. جومونگ پسرش یوری را در بویو رها کرده بود زمانی که او آن پادشاهی را ترک کرد تا پادشاهی جدید گوگوریو را تأسیس کند. جومونگ پادشاه دونگ‌میونگ شد و دو پسر دیگر با سوسونو به نام‌های اونجو و بیریو داشت. زمانی که یوری بعداً به گوگوریو رسید، جومونگ فوراً او را به عنوان ولیعهد انتخاب کرد. سوسونو که متوجه شد یوری پادشاه بعدی خواهد شد، گوگوریو را ترک کرد و دو پسرش بیریو و اونجو را به جنوب برد تا پادشاهی خود را با مردم خود به همراه ده رعیت ایجاد کنند. از او به عنوان یک شخصیت کلیدی در تأسیس گوگوریو و بکجه یاد می‌شود.
اونجو در ویری‌سئونگ (هانام کنونی) ساکن شد و کشورش را سیپجه (십제، 十濟، به معنی "ده رعیت") نامید، در حالی که بیریو در میچوهول (اینچئون کنونی) برخلاف توصیه رعیت‌ها ساکن شد. آب شور و باتلاق‌ها در میچوهول سکونت گاه را دشوار می‌کرد، در حالی که مردم ویری‌سئونگ در رفاه زندگی می‌کردند.
بیریو سپس نزد برادرش اونجو رفت و تاج و تخت سیپجه را خواست. وقتی اونجو نپذیرفت، بیریو اعلام جنگ کرد، اما شکست خورد. در ناامیدی، بیریو خودکشی کرد و مردمش به ویری‌سئونگ نقل مکان کردند، جایی که پادشاه اونجو از آنها استقبال کرد و نام کشورش را بکجه ("صد واسال") گذاشت.
پادشاه اونجو پایتخت را از جنوب به شمال رودخانه هان و سپس دوباره به جنوب، احتمالاً در سئول کنونی، تحت فشار سایر ایالت‌های ماهان، منتقل کرد. اعتقاد بر این است که پادشاه گارو پایتخت را در سال ۱۳۲ به شمال رودخانه به بوخانسان سونگ احتمالاً در گویانگ امروزی در شمال غربی سئول منتقل کرده است.
در طول قرون اولیه عصر مشترک، که گاهی به آن دوره سه پادشاهی اولیه نیز گفته می‌شود، بکجه اولیه به تدریج کنترل سایر قبایل ماهان را به دست آورد.

### گسترش

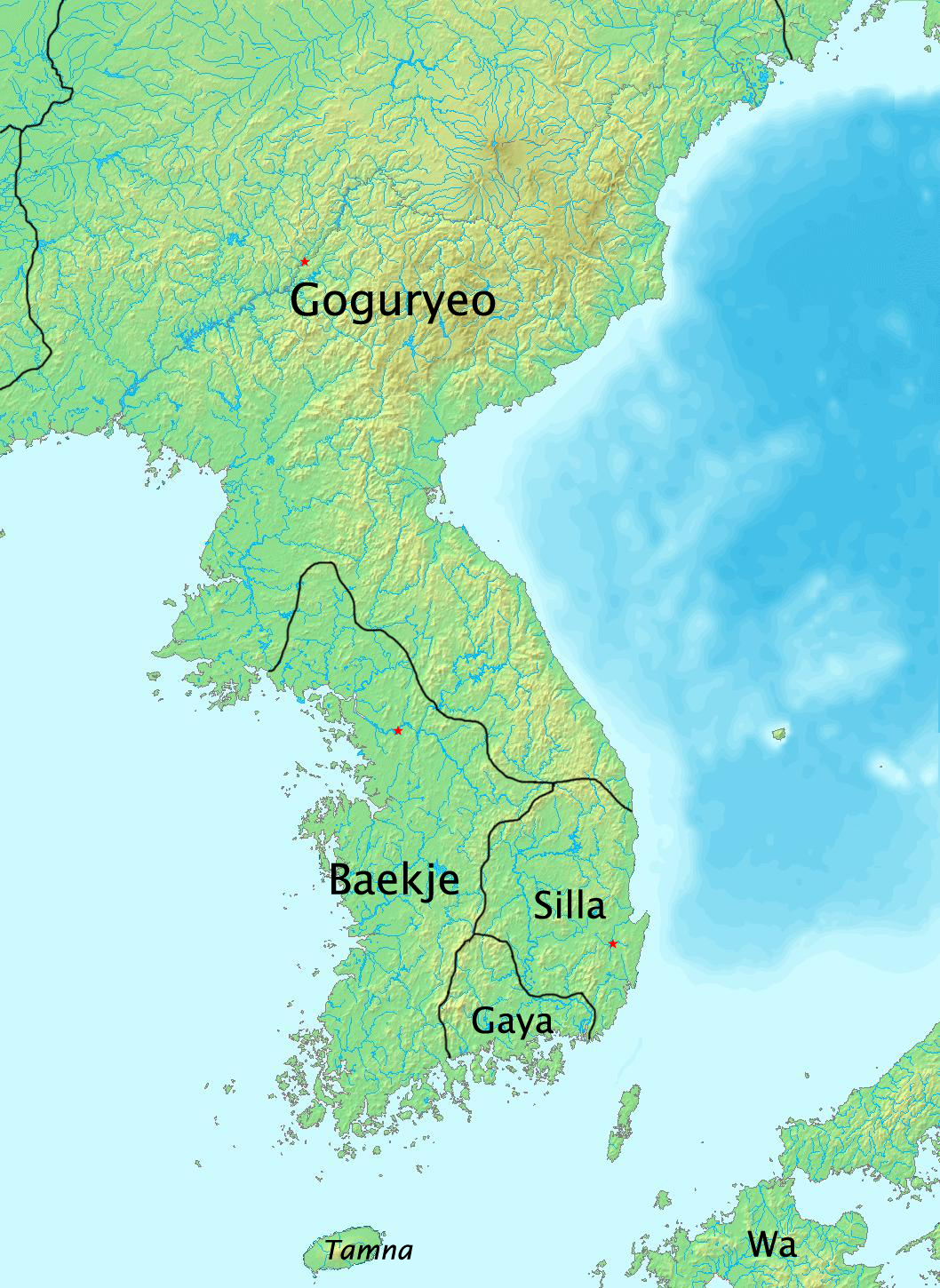
کره در سال ۳۷۵، بزرگ‌ترین گسترش قلمرو بکجه.

پادشاهی بکجه ابتدا منطقه حوضه رودخانه هان (کره) را فتح می‌کند، سپس ایالت موکجی (목지국، 目支國) را سرنگون می‌کند و سپس ماهان را به قلمرو بکجه اضافه می‌کند.
در طول سلطنت پادشاه گوی (۲۳۴–۲۸۶)، بکجه به عنوان یک پادشاهی تمام عیار تبدیل شد، زیرا به تحکیم کنفدراسیون ماهان ادامه داد. در سال ۲۴۹، طبق متن ژاپنی باستانی نیهون‌شوکی، گسترش بکجه به کنفدراسیون گایا در شرق آن، در اطراف دره رودخانه ناکدونگ رسید. بکجه اولین بار در اسناد چینی به عنوان یک پادشاهی در سال ۳۴۵ توصیف شده است. اولین نمایندگی‌های دیپلماتیک از بکجه در حدود سال ۳۶۷ (طبق گزارش نیهون شوکی: ۲۴۷) به ژاپن رسیدند.
شاه گون‌چوگو (۳۴۶–۳۷۵) قلمرو بکجه را از طریق جنگ با گوگوریو به شمال گسترش داد، در حالی که جوامع ماهان باقی مانده را در جنوب ضمیمه کرد. در طول سلطنت گون‌چوگو، قلمروهای بکجه شامل بیشتر شبه جزیره کره غربی (به جز دو استان پیونگان) بود و در سال ۳۷۱، بکجه گوگوریو را در پیونگ یانگ شکست داد. بکجه تجارت قابل توجهی را با گوگوریو ادامه داد و فرهنگ و فناوری چینی را فعالانه پذیرفت. بودیسم در سال ۳۸۴ مذهب رسمی دولتی شد.
بکجه همچنین به یک قدرت دریایی تبدیل شد و روابط حسنه متقابل با حاکمان ژاپنی دوره کوفون را ادامه داد و تأثیرات فرهنگی قاره‌ای را به ژاپن منتقل کرد. سیستم نوشتاری چینی، بودیسم، سفالگری پیشرفته، تدفین تشریفاتی، و سایر جنبه‌های فرهنگ توسط اشراف، صنعتگران، دانشمندان و راهبان در طول رابطه خود معرفی شدند.
در این دوره، حوضه رودخانه هان قلب این کشور باقی ماند.

### دوره اونگجین
در قرن پنجم، بکجه تحت تهدید نظامی گوگوریو به سمت جنوب عقب‌نشینی کرد و در سال ۴۷۵، منطقه سئول به دست گوگوریو افتاد. پایتخت بکجه از سال ۴۷۵ تا ۵۳۸ در اونجین (گونگجوی کنونی) قرار داشت.
پایتخت جدید که در مناطق کوهستانی محافظت شده بود، در مقابل شمال امن بود، اما ارتباطش با جهان خارج نیز قطع شد. با این حال، این شهر از ویری‌سئونگ به شیلا نزدیک‌تر بود و یک اتحاد نظامی بین شیلا و بکجه علیه گوگوریو شکل گرفت.
بیشتر نقشه‌های دوره سه پادشاهی نشان می‌دهد که بکجه استان‌های چونگچونگ و جولا، هسته اصلی کشور در دوره‌های اونگجین و سابی را اشغال کرده است.

### دوره سابی

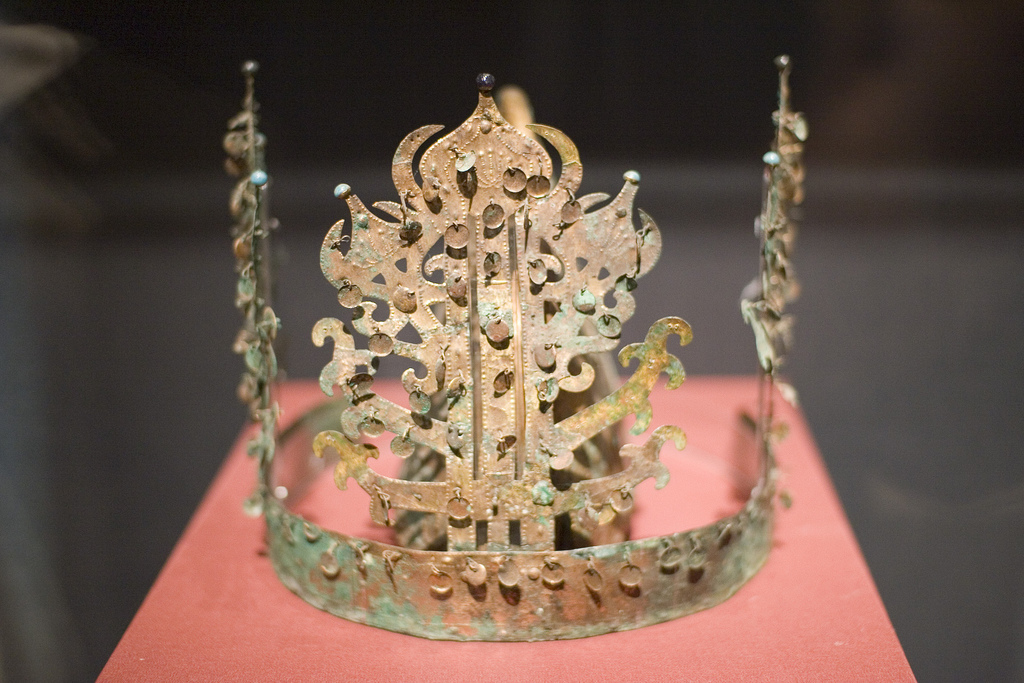
تاج طلایی-برنزی بکجه از تومول سینچون-ری

در سال ۵۳۸، پادشاه سونگ پایتخت را به سابی (شهرستان بویئو کنونی) منتقل کرد و پادشاهی خود را به یک کشور قدرتمند بازسازی کرد. او به‌طور موقت نام رسمی کشور را به نام نامبویو (کره‌ای: 남부여; هانجا: 南扶餘; لاتین‌نویسی اصلاح‌شده: Nambuyeo) تغییر داد. «بویو جنوبی» اشاره ای به بویو است که بکجه ریشه از آن داشت. دوره سابی شاهد شکوفایی فرهنگ بکجه، در کنار رشد بودیسم بود. 
بکجه تحت فشار گوگوریو در شمال و شیلا در شرق به دنبال تقویت رابطه با چین بود. قرار گرفتن رودخانه قابل کشتیرانی گیوم در سابی، ارتباط با چین را بسیار آسان‌تر کرد و تجارت و دیپلماسی در طول سلطنت او شکوفا شد و تا قرن هفتم ادامه یافت.
در قرن هفتم، با نفوذ فزاینده شیلا در جنوب و مرکز شبه جزیره کره، بکجه افول خود را آغاز کرد.

### سقوط و جنبش‌های احیاگر
در سال ۶۶۰، نیروهای ائتلاف شیلا و تانگ چین به بکجه حمله کردند که در آن زمان با گوگوریو متحد شد. یک ارتش بزرگ تحت رهبری ژنرال گی‌بک در نبرد هوانگسان بیول در نزدیکی نونسان شکست خورد. پایتخت سابی تقریباً بلافاصله پس از آن سقوط کرد و در نتیجه بکجه توسط شیلا ضمیمه شد. پادشاه اویجا و پسرش بویئو یونگ به تبعید در چین فرستاده شدند در حالی که حداقل برخی از طبقه حاکم به ژاپن گریختند. سقوط سابی منجر به یکی از بخش‌های بدنام در تاریخ کره شد، زیرا تعداد بیشماری از زنان دربار، صیغه و زنان اشراف با پریدن از صخره ای در نزدیکی سابی به جای اسیر شدن توسط اتحاد شیلا تانگ، خودکشی کردند. برای یادآوری این رویداد غم‌انگیز در تاریخ، یک غرفه در به اصطلاح «صخره گل‌های در حال سقوط» ایستاده است که به یاد شکست بکجه و خودکشی زنان دربار پادشاهی و کنیزانی است که از صخره پریده‌اند.
نیروهای بکجه تلاش کردند تا در مدت کوتاهی قوای خود را بازسازی کنند اما با نیروهای مشترک شیلا-تانگ روبرو شدند. یک راهب بودایی دوچیم (도침، 道琛) و ژنرال سابق بکجه گوئیسیل بوکسین برای احیای بکجه برخاستند. آنها از شاهزاده بکجه بویئو پونگ برای خدمت به عنوان پادشاه استقبال کردند و جوریو (주류، 周留، در شهرستان سئوچئون امروزی، چونگ چئونگ جنوبی) به عنوان مقر آنها بود. آنها ژنرال تانگ لیو رنیوان (劉仁願) را در سابی تحت محاصره قرار دادند. امپراتور گائوزونگ ژنرال لیو رنگویی را که قبلاً به دلیل توهین به لی ییفو به درجه معمولی تنزل داده بود را با نیروی امدادی فرستاد و لیو رنگوئی و لیو رنیوآن توانستند با حملات نیروهای مقاومت بکجه مقابله کنند، اما خود به اندازه کافی قوی نبودند. برای سرکوب شورش، و بنابراین برای مدتی ارتش در بن‌بست بود.
بکجه از ژاپن درخواست کمک کرد و پادشاه پونگ با گروهی متشکل از ۱۰٫۰۰۰ سرباز به بکجه بازگشت. قبل از رسیدن کشتی‌های ژاپنی، نیروهای او با گروهی از نیروهای تانگ در شهرستان اونگجین مبارزه کردند.
در سال ۶۶۳، نیروهای احیای بکجه و ناوگان دریایی ژاپن در جنوب بکجه برای مقابله با نیروهای شیلا در نبرد باکگانگ گرد هم آمدند. سلسله تانگ نیز ۷٬۰۰۰ سرباز و ۱۷۰ کشتی فرستاد. پس از پنج رویارویی دریایی، که در همگی ناوگان مشترک شیلا - تانگ پیروز شد، که در اوت ۶۶۳ در باکگانگ رخ داد، که پایین دست رودخانه گئوم یا رودخانه دونگ‌جین بود، نیروهای شیلا تانگ پیروز شدند و بویو پونگ به گوگوریو گریخت.